# Noise rock
Noise rock é um gênero musical desenvolvido a partir do final dos anos 70 como uma variação experimental do punk rock, numa fusão com o gênero noise.

## História

### Entre o punk e o minimalismo
Um dos pais do punk rock, o The Stooges, utilizava nas suas primeiras apresentações liquidificadores com pedais de fuzz e percussão em tóneis gigantes. Lou Reed, lançou em 1975 o LP dúplo Metal Machine Music, que é um exemplo famoso de noise antigo. Um comparsa dos tempos do The Velvet Underground, John Cale, compartilhava no Eternal Dream Theatre (junto com Tony Conrad e LaMonte Young), em meados da década de 1960, uma música que também poderia ser citada com uma possível precursora do noise. (Veja a versão em CD do Inside the Dream Syndicate Volume 1: Day of Niagra). 

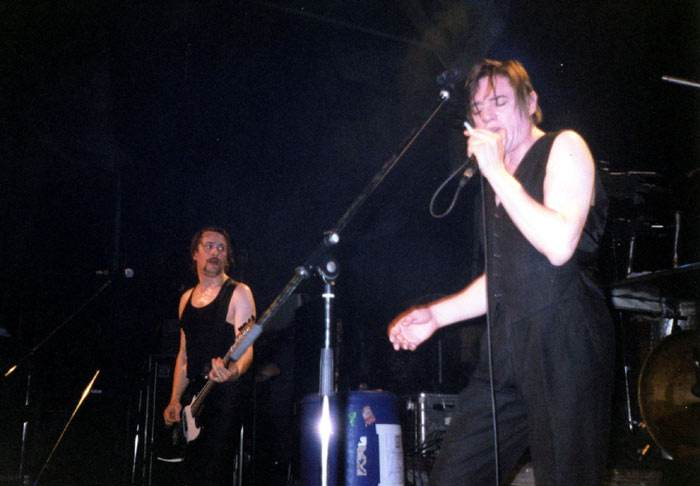
Einstürzende Neubauten.

 Muito tempo depois, nos anos 90, o grupo musical Nirvana também teria uma considerável influência noise através da distorção de guitarras sem propositos musicais, principalmente em apresentações de músicas como por exemplo, Endless Nameless, uma composição experimental criada por acaso em um dos ensaios da banda.

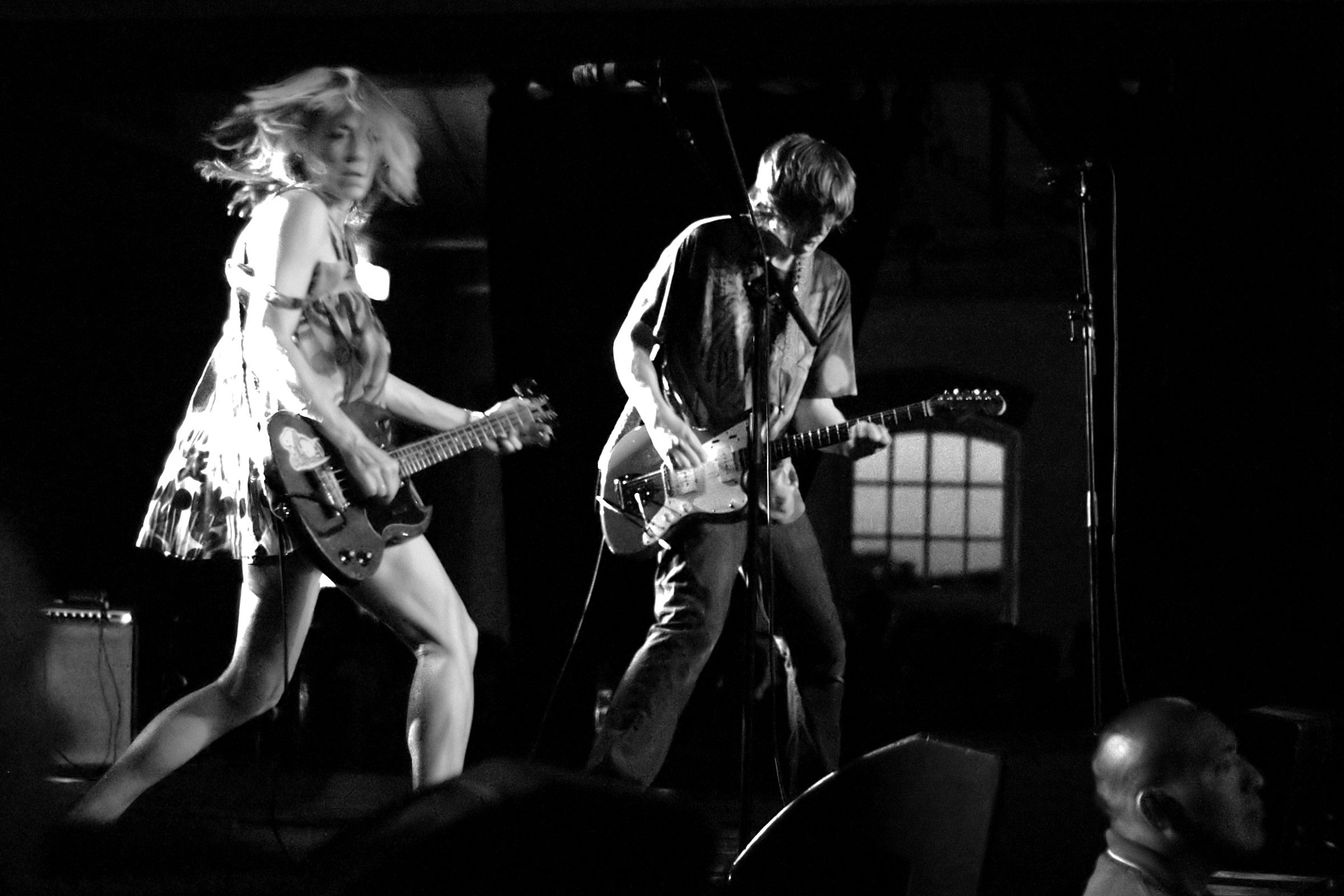
Sonic Youth.

O noise rock mistura rock and roll com noise, numa música com instrumentos convencionais de rock, mas com grande distorção e uso de efeitos eletrônicos, e diferentes graus de atonalismo, improvisação e "ruído branco". Vários bandas já foram estampadas com esse rótulo, indo de Boredoms até Sonic Youth (no começo) e My Bloody Valentine. Comparado ao noise, este estilo é muito mais tradicional, e, de vez em quando, tem algumas similaridades com o grindcore. O nome "noisecore" também é usado para referenciar bandas de "techno hardcore" (sendo que o noisecore já é mais puxado para o lado do gabba) ou rock influenciadas pelo noise.

## Cronologia

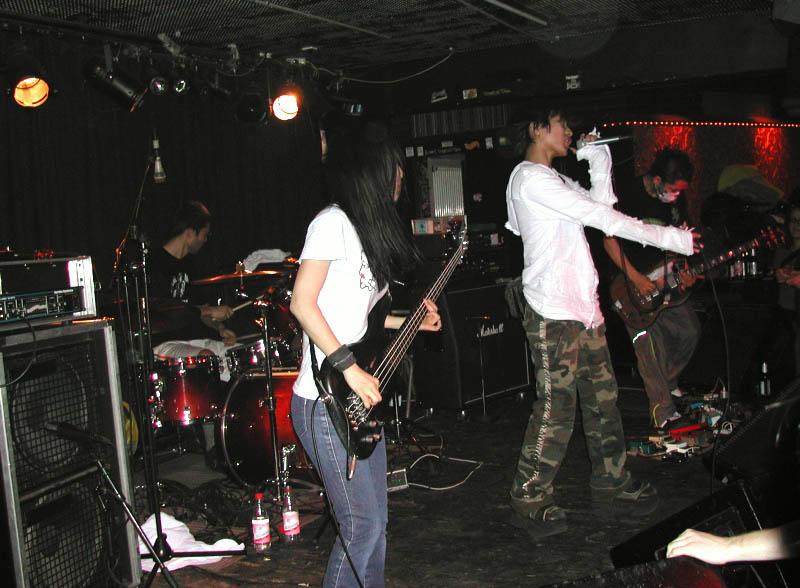
Melt Banana.

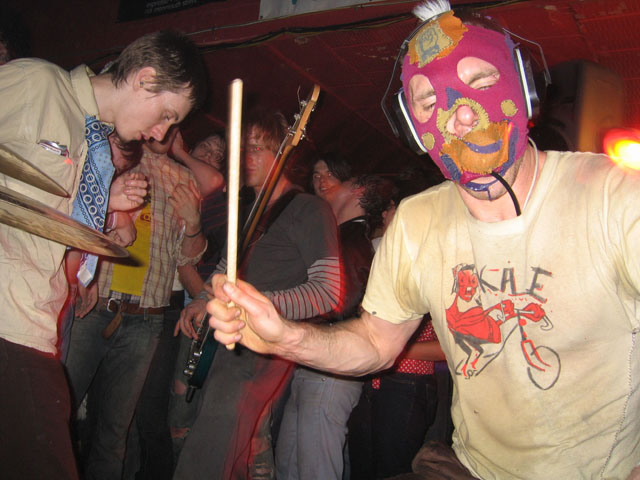
Lightning Bolt.

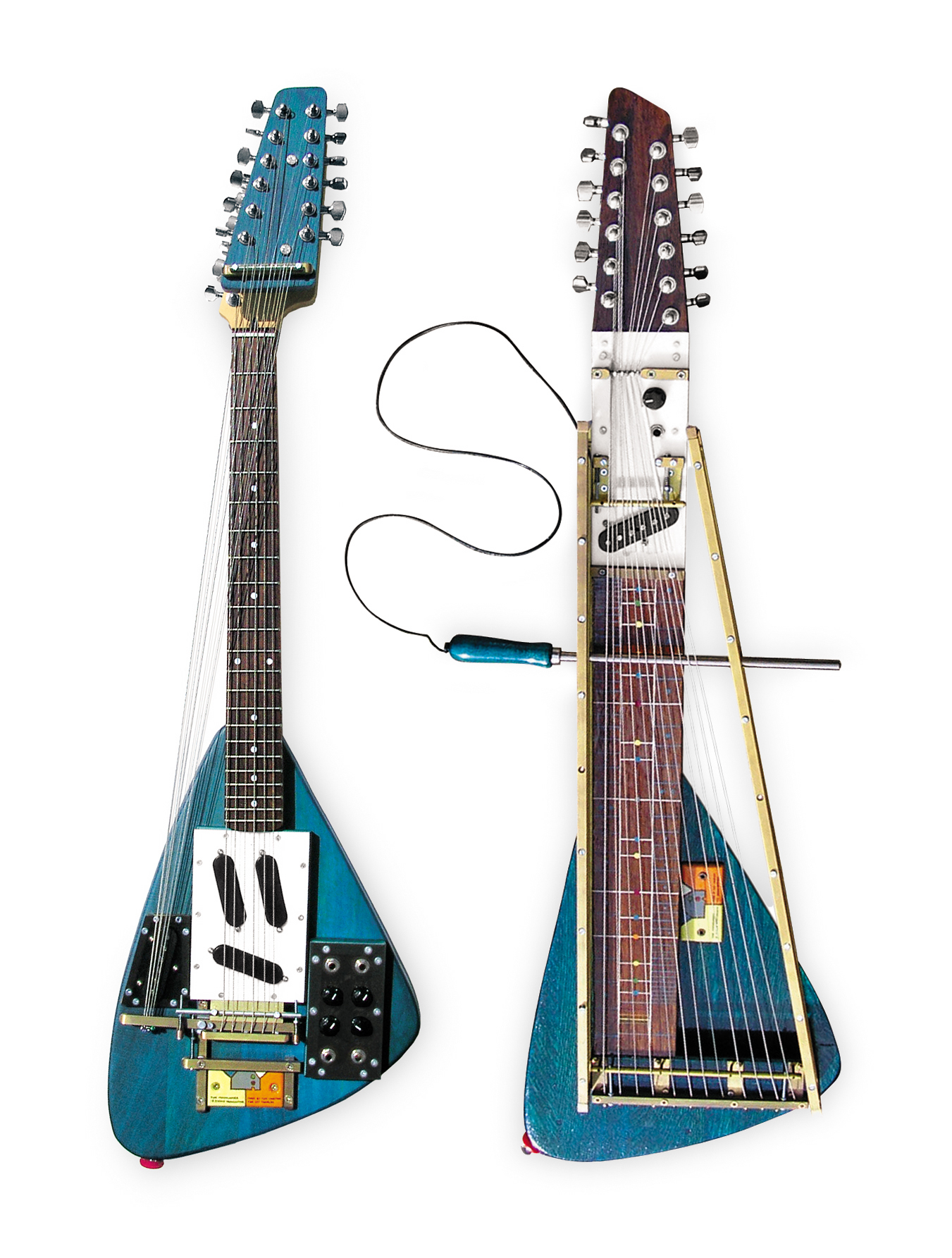
Moonlander & Moodswinger, Yuri Landman.

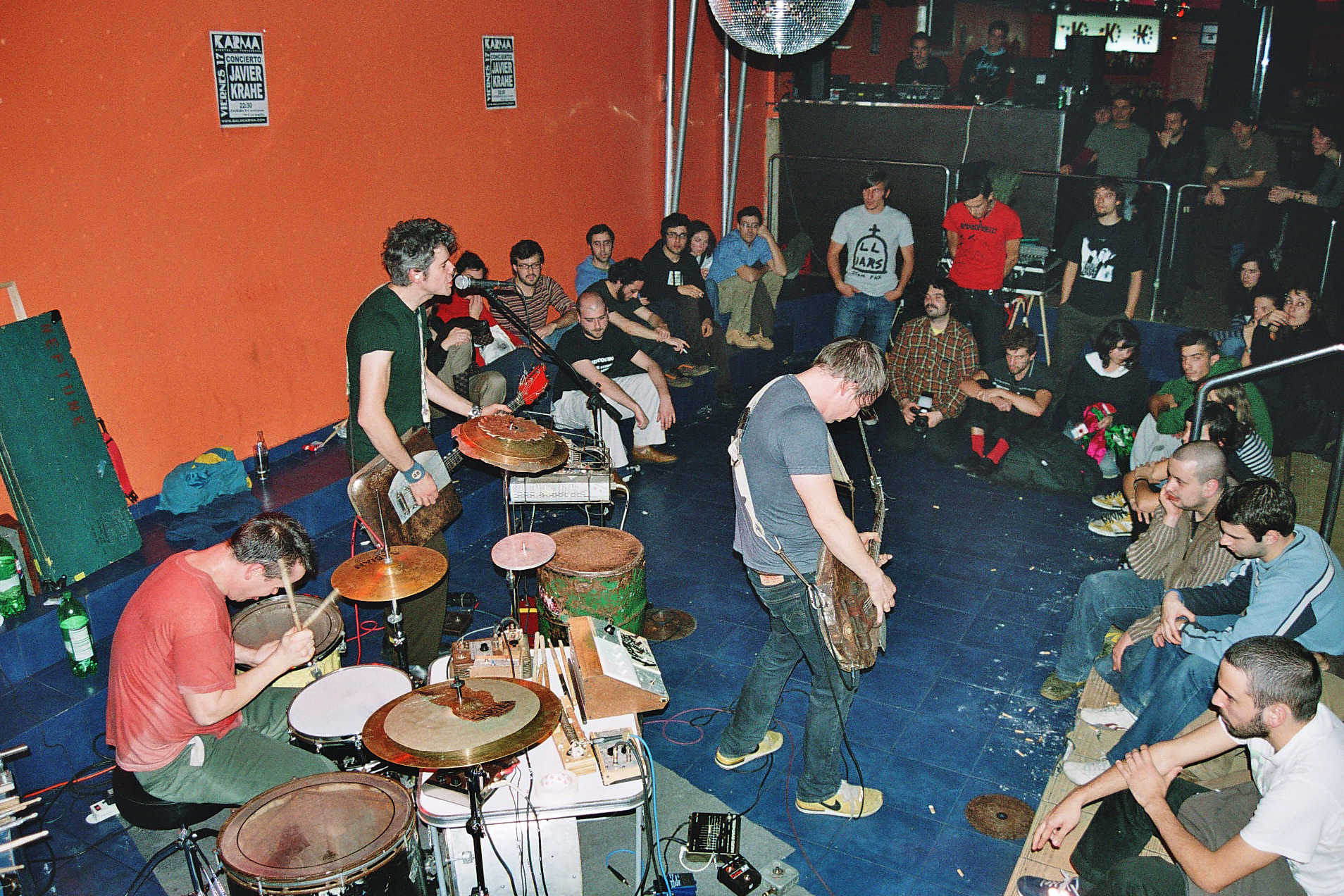
Neptune.